# Edwardowo (Poznań)

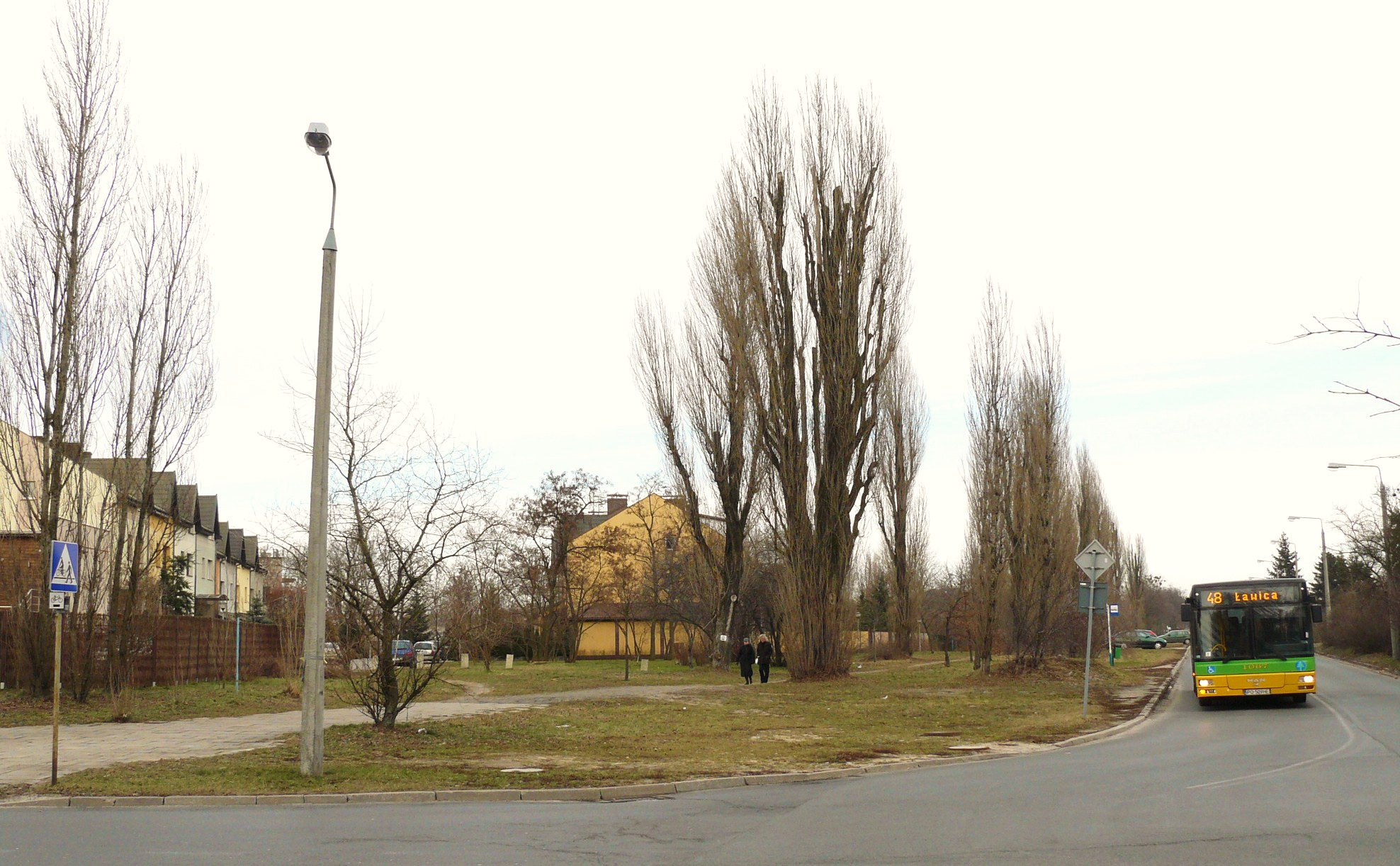
Edwardowo - ul. Leśnych Skrzatów róg Brzechwy

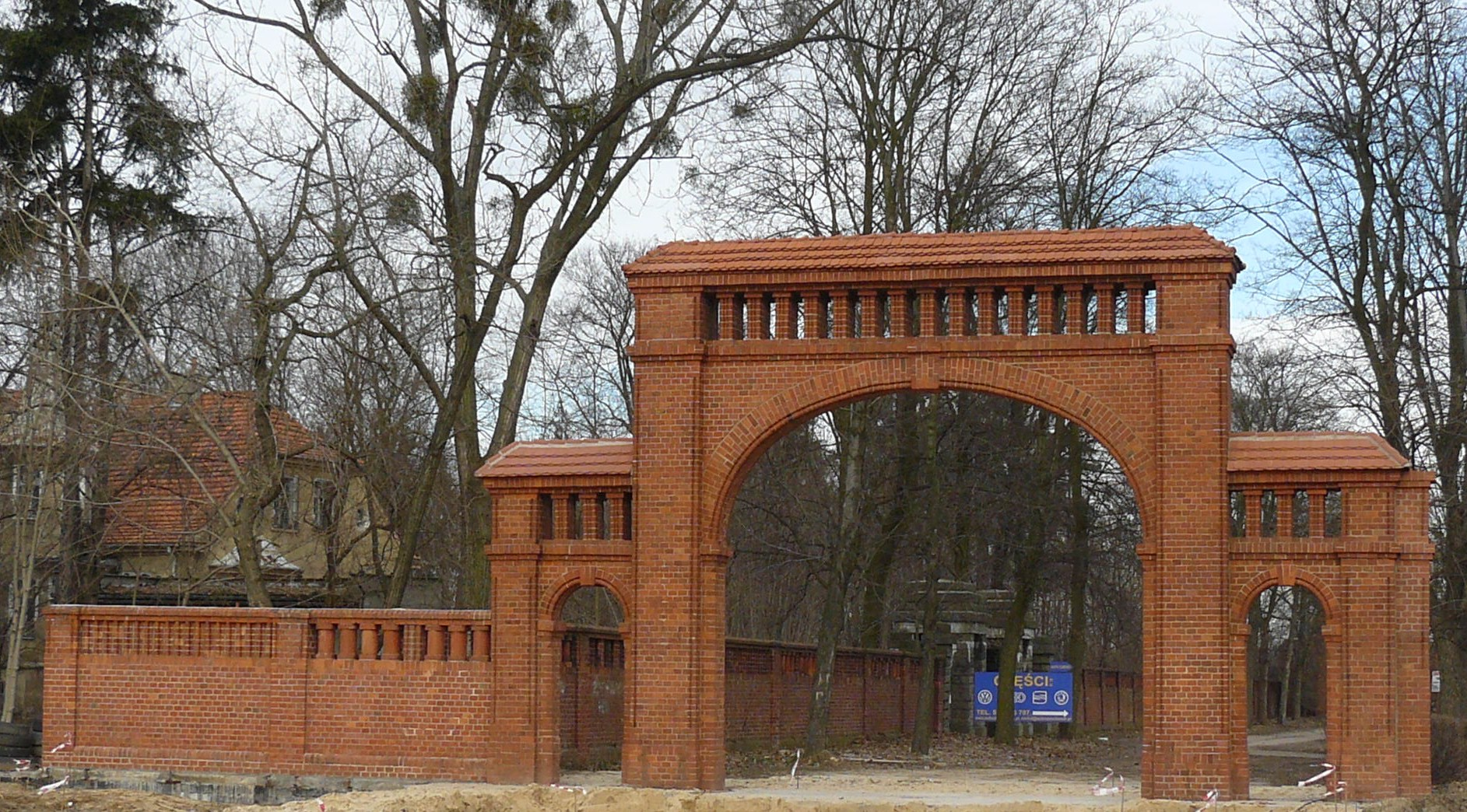
Brama folwarku Edwardowo - obiekt przesunięty w 2010 o 40m

Edwardowo – część Poznania zlokalizowana na wschód od Ławicy, w przybliżeniu pomiędzy ul. Bukowską na północy, Fortem VIIa na wschodzie, Laskiem Marcelińskim na południu i Osiedlem Bajkowym na zachodzie. 

## Charakterystyka
Powstanie w ostatnich dekadach XX w. Osiedla Bajkowego zatarło granicę pomiędzy Edwardowem a Ławicą – obecnie osiedle to zwykło się przyporządkowywać raczej do Ławicy, chociaż wschodnia część ul. Jana Brzechwy oraz ul. Stanisława Jachowicza i jej przecznice leżą na terenie Edwardowa. Tereny Edwardowa w dużej części zajmuje także Osiedle Poetów.
Według danych z 1 stycznia 2010 r. obszar Edwardowa zamieszkiwało 755 osób.
Dawniej duży folwark. Obecnie nazwa Edwardowa jest po części zapomniana – wypiera ją przede wszystkim nazwa Osiedla Bajkowego i pobliskiego Marcelina, chociaż nadal jest widoczna na tablicach z nazwami ulic. 
Edwardowo zabudowane jest w dużej mierze domami jednorodzinnymi i szeregowymi. Znajdują się tu także dość rozległe ogrody działkowe oraz schronisko dla zwierząt. Przez wiele lat funkcjonowało tu także zaplecze techniczne MTP, a nawet okresowo (w czasach PRL) organizowano tutaj wystawy plenerowe w ramach targów międzynarodowych. We wschodniej części Edwardowa (na pograniczu z Marcelinem) funkcjonuje duża galeria handlowa – King Cross Marcelin. Przez Edwardowo projektuje się przeprowadzenie III ramy komunikacyjnej Poznania. 